# لشکرکشی هراکلیوس در ۶۲۲
 لشکرکشی هراکلیوس در ۶۲۲ میلادی  که به نام نبرد ایسوس نیز شناخته می‌شود، بخشی از جنگ‌های ایران و روم بود که در سال ۶۲۲ میلادی میان شاهنشاهی ساسانی ایران و امپراتوری بیزانس روی داد.

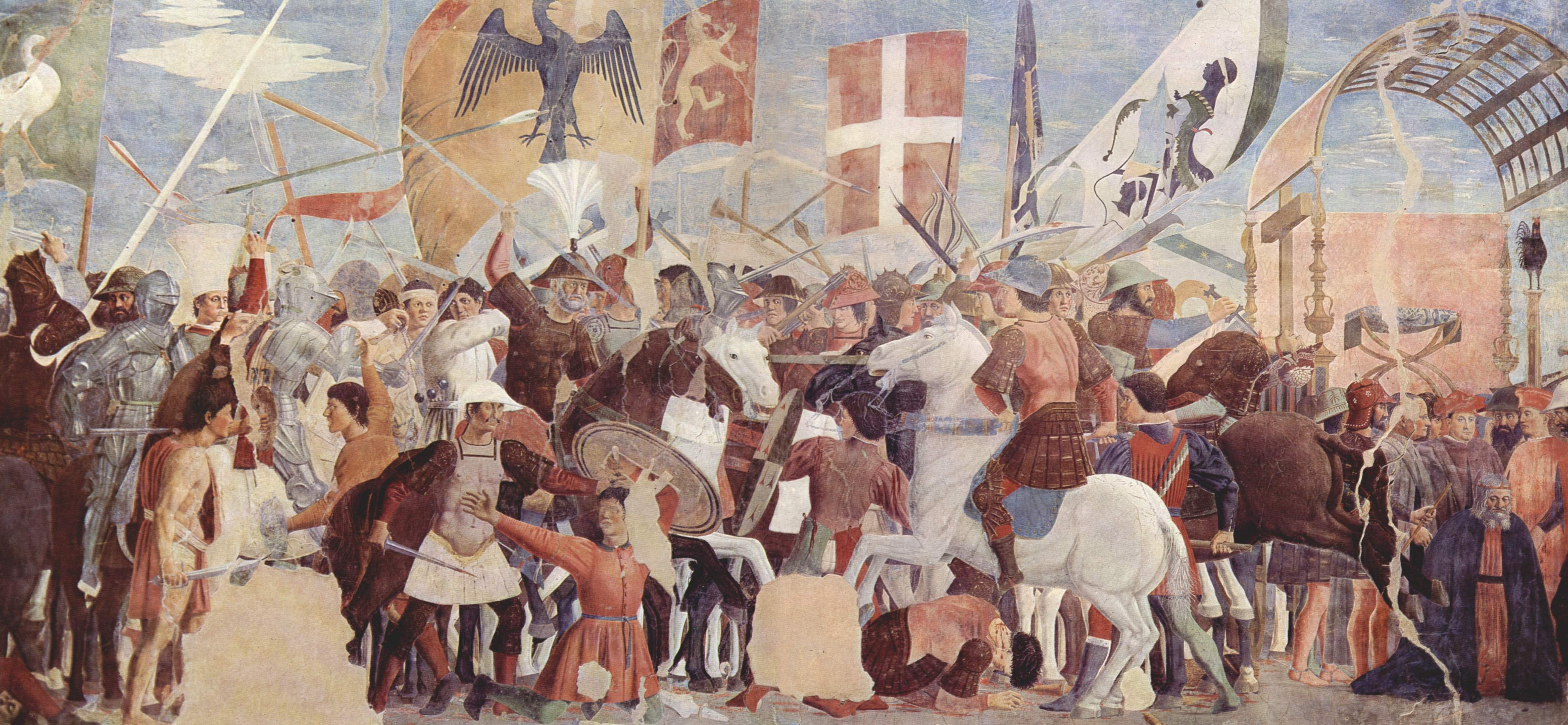
نبرد میان ارتش هراکلیوس و خسرو پرویز، نقاشی از پیرو دلا فرانچسکا.